# Глисон, Джеймс
Джеймс Остин Глисон (англ. James Austin Gleason, 23 мая 1882 — 12 апреля 1959) — американский актёр, драматург и сценарист.

## Жизнь и карьера
Глисон родился в Нью-Йорке в семье Мины (урождённая Кролиус; 1858—1931) и Уильяма Л. Глисона (1850—1909). С юных лет увлекался театром, участвуя в школьных постановках. В 16 лет вступил в ряды армии США и три года служил на Филиппинах.
После службы он профессионально занялся актёрской карьерой, первоначально играя в течение двух лет на театральных сценах Лондона, а после возвращения в США продолжил актёрскую карьеру на родине. В то же время он выступил в качестве драматурга и сценариста, пьеса которого были поставлены во многих театрах, в том числе и на Бродвее.
С началом Первой мировой Глисон вновь вступил в ряды американской армии, в которой служил до окончания войны.
В 1922 году Глисон дебютировал на большом экране, появившись в дальнейшем в более чем сотне фильмов, среди которых «Познакомьтесь с Джоном Доу» (1941), «А вот и мистер Джордан» (1941, номинация на премию «Оскар» за лучшую мужскую роль второго плана), «Сказки Манхэттена» (1942), «Мышьяк и старые кружева» (1944), «Ключи от царства небесного» (1944), «Дерево растет в Бруклине» (1945), «Жена епископа» (1947), «Сделай один ложный шаг» (1949) и «Ночь охотника» (1955).
В 1905 году Глисон женился на актрисе Люсилль Уэбстер, взявшую себе фамилию мужа. Спустя два года у них родился сын Рассел Глисон, который пошёл по стопам родителей и стал актёром. В декабре 1945 года Рассел трагически погиб, выпав из окна четвёртого этажа одного из отелей Нью-Йорка, где вместе со своим полком ожидал транспортировки в Европу. Люсилль Глисон скончалась спустя два года от сердечного приступа. Сам актёр пережил супругу на 12 лет и умер в апреле 1959 года от астмы в возрасте 76 лет. Похоронен на кладбище Святого креста в Калвер-Сити, Калифорния.

## Избранная фильмография
Актёр
- Прихоти Полли / Polly of the Follies (1922)
- Счёт до десяти / The Count of Ten (1928)
- Бродвейская мелодия / The Broadway Melody (1929)
- Шенноны с Бродвея / The Shannons of Broadway (1929)
- Одеваться в Ритц / Puttin' On the Ritz (1930)
- The Swellhead / The Swellhead (1930)
- Dumbbells in Ermine / Dumbbells in Ermine (1930)
- Супружеская кровать / The Matrimonial Bed (1930)
- Её мужчина / Her Man (1930)
- Большие деньги / Big Money (1930/I)
- За гранью победы / Beyond Victory (1931)
- Это мудрое дитя / It’s a Wise Child (1931)
- Вольная душа / A Free Soul (1931)
- Ставки на скачках / Sweepstakes (1931)
- Большая ставка / The Big Gamble (1931)
- Флот самоубийц / Suicide Fleet (1931)
- Быстрые товарищи / Fast Companions (1932)
- Леди и джентльмен / Lady and Gent (1932)
- Блондинка из варьете / Blondie of the Follies (1932)
- Кривой круг / The Crooked Circle (1932)
- Все американцы / The All American (1932)
- Дьявол за рулём / The Devil Is Driving (1932)
- Убийство в пингвиньем бассейне / The Penguin Pool Murder (1932)
- Скандал на миллиард долларов / The Billion Dollar Scandal (1933)
- Зачистить все связи! / Clear All Wires! (1933)
- Мистер Магг / Mister Mugg (1933)
- Приказы есть приказы / Orders Is Orders (1933)
- Шумиха / Hoop-La (1933)
- Самая подлая девушка в городе / The Meanest Gal in Town (1934)
- Поиск красоты / Search for Beauty (1934)
- Сердечные перемены / Change of Heart (1934)
- Убийство у школьной доски / Murder on the Blackboard (1934)
- Helldorado / Helldorado (1935)
- Убийство в медовый месяц / Murder on a Honeymoon (1935)
- Вест-Пойнт в воздухе / West Point of the Air (1935)
- Горячий намёк / Hot Tip (1935)
- Мы всего лишь люди / We’re Only Human (1935)
- Убийство на Тропе Уздечки / Murder on a Bridle Path (1936)
- Бывшая миссис Брэдфорд / The Ex-Mrs. Bradford (1936)
- Спасибо за вопрос / Yours for the Asking (1936)
- Не дай им расслабиться / Don’t Turn 'Em Loose (1936)
- Большая игра / The Big Game (1936)
- Сюжет крепчает / The Plot Thickens (1936)
- Сорок непослушных девушек / Forty Naughty Girls (1937)
- Манхэттенская карусель / Manhattan Merry-Go-Round (1937)
- Семья Хиггинсов / The Higgins Family (1938)
- Армейская девушка / Army Girl (1938)
- Родственники моей жены / My Wife’s Relatives (1939)
- Должны ли мужья работать? / Should Husbands Work? (1939)
- Крытый трейлер / The Covered Trailer (1939)
- Деньги на растрату / Money to Burn (1939)
- Дедушка едет в город / Grandpa Goes to Town (1940)
- Граф Паддлстон / Earl of Puddlestone (1940)
- Познакомьтесь с Джоном Доу / Meet John Doe (1941)
- Почтительнейше ваш / Affectionately Yours (1941)
- А вот и мистер Джордан / Here Comes Mr. Jordan (1941)
- Танков на миллион / Tanks a Million (1941)
- Девяти жизней недостаточно / Nine Lives Are Not Enough (1941)
- Юнцы на Бродвее / Babes on Broadway (1941)
- Hay Foot / Hay Foot (1942)
- Свидание с Соколом / A Date with the Falcon (1942)
- Мышьяк и старые кружева / Arsenic and Old Lace (1942)
- Моя девочка Сал / My Gal Sal (1942)
- Сокол и большая афера / The Falcon Takes Over (1942)
- Серенада в свете сцены / Footlight Serenade (1942)
- Сказки Манхэттена / Tales of Manhattan (1942)
- Манила зовёт / Manila Calling (1942)
- Опасное погружение / Crash Dive (1943)
- Парень по имени Джо / A Guy Named Joe (1943)
- Жили-были / Once Upon a Time (1944)
- Ключи от царства небесного / The Keys of the Kingdom (1944)
- Флот этого человека / This Man’s Navy (1945)
- Дерево растёт в Бруклине / A Tree Grows in Brooklyn (1945)
- Часы / The Clock (1945)
- Капитан Эдди / Captain Eddie (1945)
- Святой негодяй / The Hoodlum Saint (1946)
- Ухоженная невеста / The Well Groomed Bride (1946)
- Милое домашнее убийство / Home Sweet Homicide (1946)
- Леди Удача / Lady Luck (1946)
- The Homestretch / The Homestretch (1947)
- С небес на землю / Down to Earth (1947)
- Жена епископа / The Bishop’s Wife (1947)
- Магнат / Tycoon (1947)
- Умная женщина / Smart Woman (1948)
- Парень идёт на запад / The Dude Goes West (1948)
- Возвращение Октября / The Return of October (1948)
- Инцидент / Incident (1948)
- When My Baby Smiles at Me / When My Baby Smiles at Me (1948)
- Плохой мальчик / Bad Boy (1949)
- Жизнь Райли / The Life of Riley (1949)
- Сделав один неверный шаг / Take One False Step (1949)
- Miss Grant Takes Richmond / Miss Grant Takes Richmond (1949)
- Ключ от города / Key to the City (1950)
- Жёлтый таксист / The Yellow Cab Man (1950)
- Верховая езда / Riding High (1950)
- Большой куш / The Jackpot (1950)
- Джо Палука на боксёрском ринге / Joe Palooka in the Squared Circle (1950)
- Две девушки и парень / Two Gals and a Guy (1951)
- Джо Палука в тройном испытании / Joe Palooka in Triple Cross (1951)
- Приди и наполни чашу / Come Fill the Cup (1951)
- Я увижу тебя в моих снах / I’ll See You in My Dreams (1951)
- Мы не женаты! / We’re Not Married! (1952)
- История Уилла Роджерса / The Story of Will Rogers (1952)
- Какова цена славы / What Price Glory (1952)
- Crown Theatre with Gloria Swanson / Crown Theatre with Gloria Swanson (1952)
- Команда рэкета / Racket Squad (1953)
- Женщина навсегда / Forever Female (1953)
- Голливудские каскадёры / Hollywood Thrill-Makers (1954)
- Неожиданный / Suddenly (1954)
- Освободите место для папочки / The Danny Thomas Show (1954)
- The Colgate Comedy Hour / The Colgate Comedy Hour (1954)
- Театр комедии Эдди Кантора / The Eddie Cantor Comedy Theatre (1955)
- Звёздный дождь / Shower of Stars (1955)
- Шоу Стью Эрвина / The Stu Erwin Show (1955)
- Ночь охотника / The Night of the Hunter (1955)
- Решительная девушка / The Girl Rush (1955)
- Театр кинорежиссёров / Screen Directors Playhouse (1955)
- Театр Дэймона Раньона / Damon Runyon Theater (1955)
- Шайенн / Cheyenne (1956)
- Кульминация! / Climax! (1956)
- Приключения Оззи и Харриет / The Adventures of Ozzie and Harriet (1956)
- Звезда в пыли / Star in the Dust (1956)
- Миллионер / The Millionaire (1956)
- Альфред Хичкок представляет / Alfred Hitchcock Presents (1956—1957)
- Весеннее воссоединение / Spring Reunion (1957)
- Кавалькада Америки / Cavalcade of America (1957)
- Любить тебя / Loving You (1957)
- Предоставьте это Биверу / Leave It to Beaver (1957)
- Человек в тени / Man in the Shadow (1957/I)
- Беспокойное оружие / The Restless Gun (1957)
- Самка / The Female Animal (1958)
- Семья МакКой / The Real McCoys (1958)
- Playhouse 90 / Playhouse 90 (1958)
- Человек или револьвер / Man or Gun (1958)
- Засыпай, мой малыш / Rock-A-Bye Baby (1958)
- Однажды на лошади... / Once Upon a Horse… (1958) — почтальон
- Последний салют / The Last Hurrah (1958)
- Деньги, женщины и револьверы / Money, Women and Guns (1958)